# Hennstedt (Steinburg)
Hennstedt település Németországban, Schleswig-Holstein tartományban. Lakosainak száma 623 fő (2023. december 31.).

## Népesség
A település népességének változása:
| Lakosok száma | 531  | 607  | 587  | 612  | 619  | 623  |
|               | 1975 | 2017 | 2019 | 2021 | 2022 | 2023 |